# Azur Air Germany
Azur Air Germany era uma companhia aérea de lazer alemã com sede em Düsseldorf. Foi fundada em 2016 pelo operador turístico turco-holandes Anex Tourism Group como parte de uma expansão no mercado de lazer alemão e encerrou as operações em setembro de 2018.

## História
Em meados de 2016, o Anex Tourism Group, ainda envolvido especialmente no mercado de lazer russo e operando companhias aéreas na Rússia e na Ucrânia, fundou uma subsidiária alemã em Düsseldorf e iniciou a distribuição para a temporada de viagens de 2017 no final de 2016 . O AOC para sua transportadora alemã foi solicitado simultaneamente. Os primeiros voos estão programados para começar em abril de 2017. Além de sua base no Aeroporto de Düsseldorf, onde a frota também será mantida, a Azur Air planejava operar de Berlim-Schönefeld e Munique. No início, a Azur Air voava para destinos no Mediterrâneo e no Caribe apenas para a Anex Tour.
No início, a Azur Air receberia três Boeing 767-300ER da empresa irmã Azur Air da Rússia. A frota foi planejada para ser aumentada pelos Boeing 737 e 757s mais tarde, enquanto a rede de destino seria expandida. As operações foram inicialmente planejadas para começar na primavera de 2017, mas foram alteradas para o verão de 2017. A Azur Air então recebeu seu Certificado de Operação Aérea e iniciou as operações alguns dias depois, em 4 de julho.
Durante o verão de 2017, a Azur Air anunciou que aumentaria suas operações de longo curso, oferecendo mais voos para Punta Cana a partir de seus aeroportos de partida existentes Berlin-Schönefeld e Düsseldorf, bem como começando o destino de várias outras cidades alemãs, como Hannover.
Em março de 2018, a Azur Air anunciou que substituiria dois de seus três Boeing 767-300ER, que foram entregues à empresa irmã Azur Air Ukraine, por dois Boeing 737-900.
Em julho de 2018, a Azur Air Germany anunciou mudanças importantes em suas operações devido a números insuficientes de negócios. Enquanto o último Boeing 767 restante, que já estava alugado para a Azur Air Ukraine, deveria ser transferido para a Azur Air em outubro de 2018, a Azur Air Germany continuaria suas operações com apenas uma aeronave restante, sem quaisquer serviços de longo curso. Ao mesmo tempo, toda a estação em Berlim seria fechada, demitindo 90 funcionários.
Em setembro de 2018, a Azur Air Germany gerou polêmica entre seus funcionários após a realocação de sua única aeronave restante para outras operações, enquanto os voos da Alemanha foram assumidos por empresas de leasing em curto prazo.
Em 26 de setembro de 2018, foi anunciado que a companhia aérea encerrou suas operações todas as operações com efeito imediato e será dissolvida devido a perspectivas negativas de negócios. Antes disso, os proprietários tentaram vender a licença operacional da companhia aérea sem sucesso.

## Frota

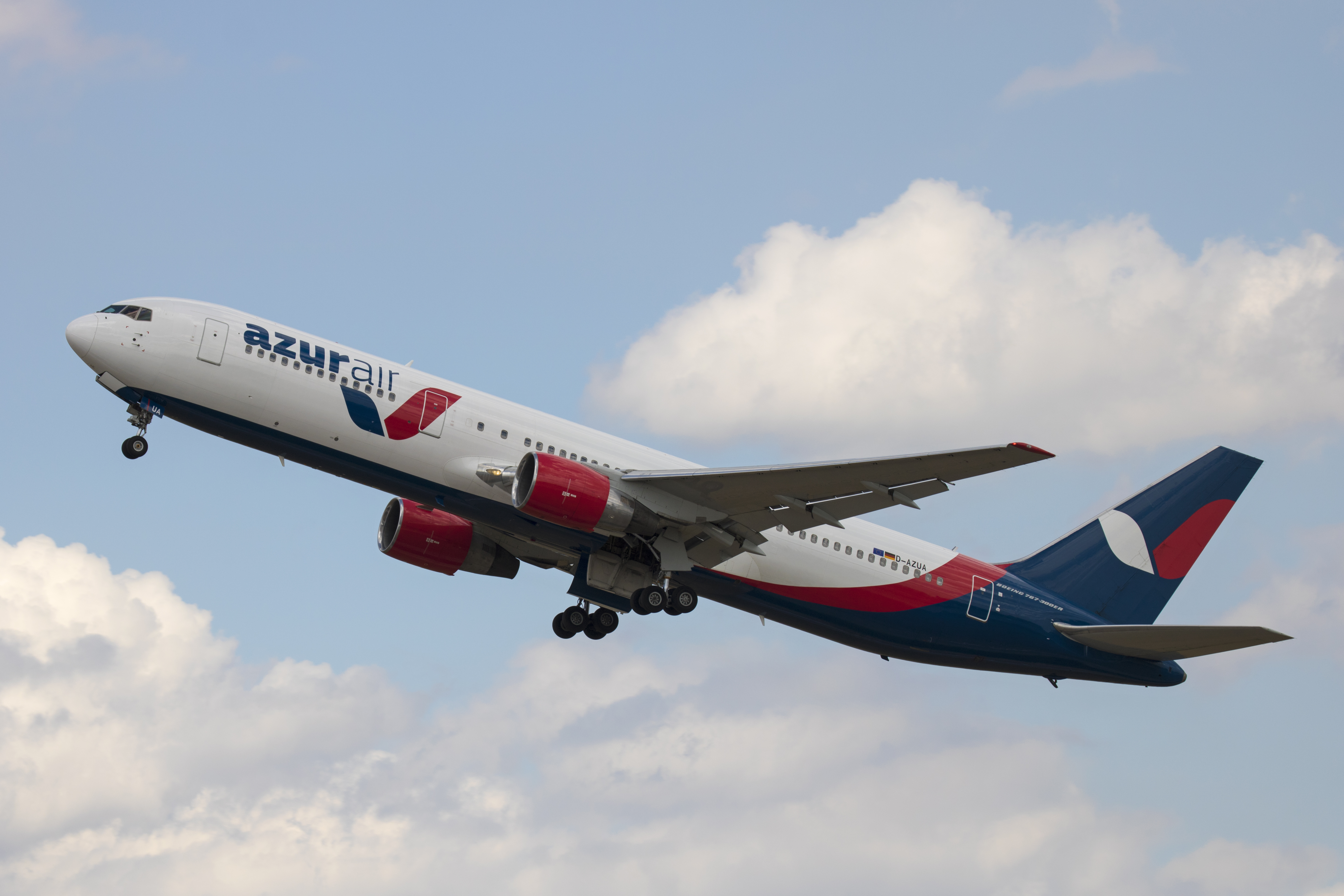
Um ex-Boeing 767-300ER da Azur Air Germany que agora opera para sua empresa irmã Azur Air Ukraine

Em setembro de 2018, a Azur Air Germany operava as seguintes aeronaves:
| Aeronaves        | Em Serviço | Ordens | Notas |
| ---------------- | ---------- | ------ | ----- |
| Boeing 737-900ER | 1          | –      |       |
| Boeing 767-300ER | 3          | –      |       |
| Total            | 4          | –      |       |